# کارل وولف

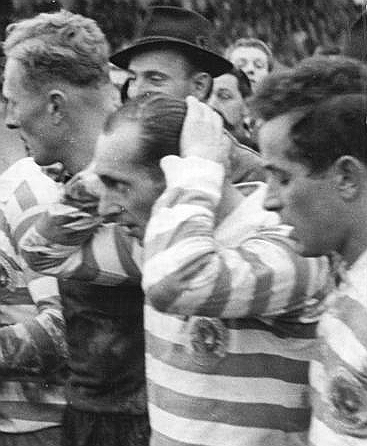
کارل وولف

کارل وولف (به آلمانی: Karl Wolf) بازیکن فوتبال و هافبک اهل آلمان شرقی بود که از سال ۱۹۵۵ میلادی عضو تیم ملی فوتبال آلمان شرقی بوده‌است. وی در ۱۰ بازی ملی حضور داشته و در بازی‌های ملی‌اش گلی به ثمر نرساند. کارل وولف آخرین بازی ملی خود را در سال ۱۹۵۷ میلادی انجام داد.